# Інден (Вале)
Інден (нім. Inden VS) — громада  в Швейцарії в кантоні Вале, округ Лойк.

## Географія
Громада розташована на відстані близько 70 км на південь від Берна, 24 км на північний схід від Сьйона.
Інден має площу 9,7 км², з яких на 2,7% дозволяється будівництво (житлове та будівництво доріг), 8,3% використовуються в сільськогосподарських цілях, 29,2% зайнято лісами, 59,9% не є продуктивними (річки, льодовики або гори).

## Демографія
2019 року в громаді мешкало 108 осіб (-2,7% порівняно з 2010 роком), іноземців було 28,7%. Густота населення становила 11 осіб/км².
За віковим діапазоном населення розподілялося таким чином: 14,8% — особи молодші 20 років, 58,3% — особи у віці 20—64 років, 26,9% — особи у віці 65 років та старші. Було 57 помешкань (у середньому 1,9 особи в помешканні).